# Alimentator
Alimentator – organ systemu autonomicznego służący do pobierania energii i materii z otoczenia.
Termin wprowadzony przez Mariana Mazura. Alimentator stanowi początkowy element toru energomaterialnego systemu autonomicznnego. Pobraną materię i energię przekazuje do akumulatora.